# الملء

عند النظر الثابت المستمر للنقطة المركزية لعدة ثوان، فسوف تتلاشى الحلقة الطرفية وسيتم استبدالها بألوان أو مادة الخلفية

في الرؤية، تُعتبر ظاهرة الملء (بالإنجليزية: Filling-in)‏ هي المسؤولة عن تكملة المعلومات المفقودة عبر النقطة العمياء الفسيولوجية، وكذلك عبر العتمة الطبيعية أو الاصطناعية. وهناك أيضًا أدلة على آليات مماثلة لتكملة المعلومات في التحليل البصري العادي. 	
يتضمن التوضيح الكلاسيكي لظاهرة الملء الحسي ملء النقطة العمياء في الرؤية الأحادية، واستقرار الصورة على الشبكية إما عن طريق عدسات خاصة، أو تحت ظروف معينة من التثبيت المستمر. بعبارة أخرى فإنه أثناء الرؤية فإن النقطة العمياء لا يتم استقبالها في شكل عتمة في المجال البصري للعين، لأن محتواها يتم ملءه استنادًا إلى التفاصيل المحيطة بها في الصورة المنظور إليها.